# Os cuneiforme mediale
Het os cuneiforme mediale (binnenste wigvormige been) of os cuneiforme primum (eerste wigvormige been) is een van de zeven voetwortelbeentjes. Het is gelegen aan de mediale zijde van de voetwortel en vormt een gewrichtsverbinding met het os naviculare aan proximale zijde, het tweede wigvormige been (het os cuneiforme intermedium) aan laterale zijde en de eerste twee middenvoetsbeenderen aan distale zijde.

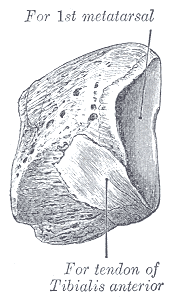
Het linker os cuneiforme mediale, van anteromediaal
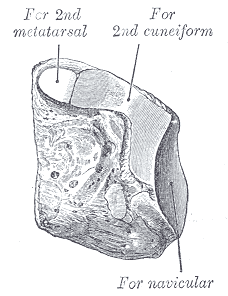
Het linker os cuneiforme mediale, van posterolateraal